# Stolt (album av Ainbusk)
Stolt är ett musikalbum av Ainbusk som släpptes den 6 november 2000.

## Låtlista
| Nr           | Titel                 | Längd |
| ------------ | --------------------- | ----- |
| 1.           | Även om vi såras      | 3:59  |
| 2.           | Stolt att vara kvinna | 3:40  |
| 3.           | Gräsmattan blå        | 2:45  |
| 4.           | Maggans tur           | 4:30  |
| 5.           | Amanda                | 3:34  |
| 6.           | Fri inuti             | 3:19  |
| 7.           | Vill bara vara        | 4:18  |
| 8.           | En dag i Sänder       | 3:05  |
| 9.           | Gryningen             | 4:05  |
| 10.          | Linnea                | 3:41  |
| 11.          | Ängel                 | 4:48  |
| 12.          | Honung och salt       | 4:17  |
| Total längd: | Total längd:          | 46:01 |